# گلسونبی
گلسونبی (به انگلیسی: Glassonby) یک روستا و محله مدنی در بریتانیا است که در منطقه ادن واقع شده‌است. گلسونبی ۳۰۸ نفر جمعیت دارد.